# Jordan Poole
Jordan Anthony Poole (Milwaukee, Wisconsin, 19 de junio de 1999) es un jugador de baloncesto estadounidense que pertenece a la plantilla de los New Orleans Pelicans de la NBA. Con 1,93 metros de estatura, ocupa la posición de escolta.

## Trayectoria deportiva

### High School
Asistió en su etapa de instituto al Rufus King High School de Wisconsin, pero en su última temporada fue transferido a La Lumiere School en LaPorte, Indiana, en la que lideró a su equipo para acabar con un balance de 29 victorias y una derrota, logrando el Dick's High School Boy's National Championship. Promedió 18,2 puntos por partido.

### Universidad
Jugó dos temporadas con los Wolverines de la Universidad de Míchigan, en la que promedió 9,4 puntos, 2,2 rebotes y 1,4 asistencias por partido.

#### Estadísticas
| Año     | Equipo   | PJ | PT | MPP  | %TC  | %3P  | %TL  | RPP | APP | ROB | TPP | PPP  |
| ------- | -------- | -- | -- | ---- | ---- | ---- | ---- | --- | --- | --- | --- | ---- |
| 2017–18 | Michigan | 38 | 0  | 12.5 | .429 | .370 | .827 | 1.4 | .6  | .5  | .2  | 6.1  |
| 2018–19 | Michigan | 37 | 37 | 33.1 | .436 | .369 | .833 | 3.0 | 2.2 | 1.1 | .2  | 12.8 |
| Total   | Total    | 75 | 37 | 22.7 | .434 | .370 | .831 | 2.2 | 1.4 | .8  | .2  | 9.4  |

### Profesional
Fue elegido en la vigésimo octava posición del Draft de la NBA de 2019 por Golden State Warriors.
Durante su segunda temporada, el 14 de mayo de 2021, registró su récord personal de anotación, hasta ese momento, con 38 puntos ante New Orleans Pelicans.
En su tercer año, el 21 de noviembre de 2021 ante Toronto Raptors alcanzó los 33 puntos y el 30 de marzo de 2022 ante Phoenix Suns, igualó su mejor registro con 38 puntos. Ya en postemporada, el 16 de abril en el primer encuentro de primera ronda ante Denver Nuggets, anota 30 puntos. El 16 de junio se proclama campeón de la NBA por primera vez en su carrera, tras vencer a los Celtics en la Final (4-2).
En octubre de 2022 acuerda una extensión de contrato con los Warriors por cuatro años y $140 millones. Durante su cuarta temporada en San Francisco, el 18 de diciembre de 2022 ante Toronto Raptors, anota 43 puntos, su récord personal. El 30 de diciembre anota 41 puntos ante Atlanta Hawks.
El 22 de junio de 2023 es traspasado, junto a Ryan Rollins, a Washington Wizards a cambio de Chris Paul.
Durante su segundo año en Washington, el 13 de noviembre de 2024 ante San Antonio Spurs, anota 42 puntos. El 7 de febrero de 2025 anota 45 puntos ante Cleveland Cavaliers. El 12 de febrero anota 42 puntos ante Indiana Pacers.
El 24 de junio de 2025 es traspasado a New Orleans Pelicans, junto a Saddiq Bey, a cambio de CJ McCollum y Kelly Olynyk.

## Estadísticas de su carrera en la NBA
|  | Denota temporada en la que ganó un campeonato de la NBA |
|  | Líder de la liga                                        |

### Temporada regular
| Año     | Equipo       | PJ  | PT  | MPP  | %TC  | %3P  | %TL   | RPP | APP | ROB | TPP | PPP  |
| ------- | ------------ | --- | --- | ---- | ---- | ---- | ----- | --- | --- | --- | --- | ---- |
| 2019-20 | Golden State | 57  | 14  | 22.3 | .333 | .279 | .798  | 2.1 | 2.4 | .6  | .2  | 8.8  |
| 2020-21 | Golden State | 51  | 7   | 19.4 | .432 | .351 | .882  | 1.8 | 1.9 | .5  | .2  | 12.0 |
| 2021-22 | Golden State | 76  | 51  | 30.0 | .448 | .364 | .925* | 3.4 | 4.0 | .8  | .3  | 18.5 |
| 2022-23 | Golden State | 82  | 43  | 30.0 | .430 | .336 | .870  | 2.7 | 4.5 | .8  | .3  | 20.4 |
| 2023-24 | Washington   | 78  | 66  | 30.1 | .413 | .326 | .877  | 2.7 | 4.4 | 1.1 | .3  | 17.4 |
| 2024-25 | Washington   | 68  | 68  | 29.4 | .432 | .378 | .883  | 3.0 | 4.5 | 1.3 | .4  | 20.5 |
| Total   | Total        | 412 | 249 | 27.5 | .422 | .345 | .879  | 2.7 | 3.8 | .9  | .3  | 16.8 |

### Playoffs
| Año   | Equipo       | PJ | PT | MPP  | %TC  | %3P  | %TL  | RPP | APP | ROB | TPP | PPP  |
| ----- | ------------ | -- | -- | ---- | ---- | ---- | ---- | --- | --- | --- | --- | ---- |
| 2022  | Golden State | 22 | 5  | 27.5 | .508 | .391 | .915 | 2.8 | 3.8 | .8  | .4  | 17.0 |
| 2023  | Golden State | 13 | 4  | 21.8 | .341 | 254  | .765 | 2.2 | 3.5 | .8  | .2  | 10.3 |
| Total | Total        | 35 | 9  | 25.4 | .450 | .346 | .867 | 2.6 | 3.7 | .8  | .3  | 14.5 |

## Vida personal
Jordan es hijo de Monet y Anthony Poole. Tiene un hermano mayor y una hermana.